# Nom intermédiaire
Dans de nombreux pays, un nom intermédiaire (ou deuxième prénom) est placé entre le ou les prénom(s) et le nom de famille d'une personne. Il sert principalement à distinguer deux homonymes.

## Emploi du nom intermédiaire
Ce type de nom existe notamment dans les pays scandinaves (« mellemnavn » au Danemark, « millinafn » en Islande, « mellomnamn/mellomnavn » en Norvège, « mellannamn » en Suède), où il peut être, selon les cas, un nom à suffixe patronymique ou matronymique, un nom d'un (grand-)parent qui n'a pas transmis son nom à la personne concernée comme nom de famille proprement dit, un nom de naissance quand le nom de famille a changé par mariage ou même un nom librement choisi qui n'a cependant pas la consonance d'un prénom.
Dans les pays anglophones, notamment aux États-Unis et au Canada, le middle name est souvent abrégé par son possesseur en une initiale à l'écrit et omis dans la vie quotidienne. Il peut s'agir d'un deuxième prénom, parfois choisi pour honorer un proche, mais souvent aussi du nom de famille de la mère (exemple : John Fitzgerald Kennedy). Les femmes qui utilisent le nom de famille de l'époux peuvent aussi utiliser leur nom de naissance comme nom intermédiaire (exemple : Hillary Rodham Clinton). Certaines personnes préfèrent utiliser leur deuxième prénom comme prénom d'usage commun, dans lequel cas le premier prénom sera abrégé (exemple : J. Edgar Hoover). Certaines personnes auront plus d'un nom intermédiaire (John Ronald Reuel Tolkien), certains n'en auront aucun et dans de rares cas, quelques personnes portent une initiale intermédiaire qui ne représente aucun nom (Harry S. Truman). 
Dans de nombreux pays slaves, un nom à suffixe patronymique est utilisé entre le prénom et le nom de famille.